# NGC 7451
NGC 7451 ist eine Balken-Spiralgalaxie vom Hubble-Typ SBbc im Sternbild Pegasus am Nordsternhimmel. Sie ist schätzungsweise 306 Millionen Lichtjahre von der Milchstraße entfernt und hat einen Durchmesser von etwa 90.000 Lj.
Im selben Himmelsareal befinden sich u. a. die Galaxien NGC 7427, NGC 7430, NGC 7469, IC 5283.
Das Objekt wurde am 7. Dezember 1865 von Otto von Struve entdeckt.